# Harvard (Massachusetts)
Harvard ist eine Kleinstadt im Worcester County des US-Bundesstaats Massachusetts, die im Jahr 1658 gegründet wurde.
Das U.S. Census Bureau hat bei der Volkszählung 2020 eine Einwohnerzahl von 6851 ermittelt.
Harvard liegt westlich der Interstate 495 an der Route 111.
Die Kleinstadt besteht aus den Ortsteilen Oak Hill, Bare Hill, Still River und Old Mill. Bei der Volkszählung im Jahr 2010 hatte Harvard 6520 Einwohner. Die Gegend von Harvard besteht zu großen Teilen aus Waldgebiet mit dem Bare Hill Pond und landwirtschaftlich genutzten Flächen.
Harvard ist als Wohnstadt sehr beliebt, viele Einwohner arbeiten in Boston oder Worcester. In der Ortsmitte sind der General Store, die Bromfield High School und die Bibliothek (Public Library) zu finden. Im Ortsteil Still River gibt es die St. Benedict Abtei, ein Kloster, in dem Priester und Brüder leben. Harvard grenzt an die Gemeinden Littleton, Boxborough, Stow, Ayer, Bolton, Lancaster und Shirley.

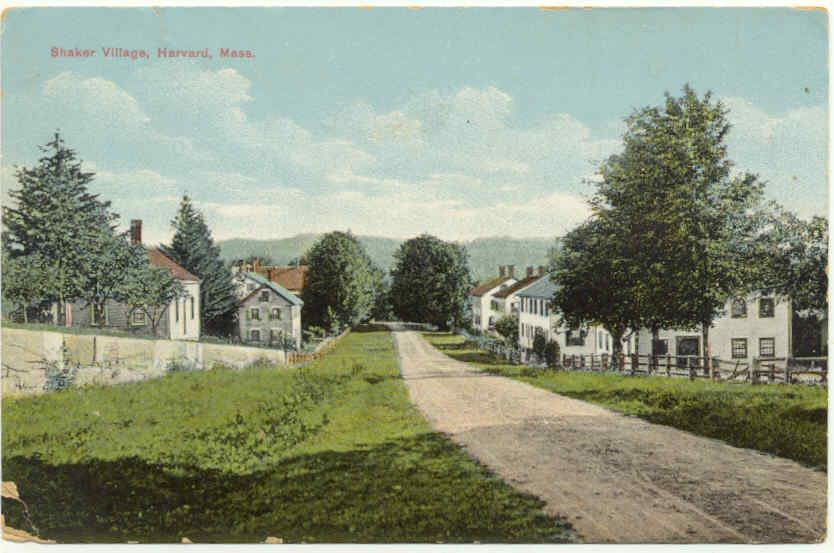
Shaker Dorf, Postkarte ca. 1905

In Harvard wurde 1791 die erste Shakersiedlung in Massachusetts gegründet. Es war die zweite Shakergemeinschaft in den USA. Da die Mitgliedszahlen nach einem Höhepunkt 1850 immer weiter zurückgingen, wurde sie 1917 aufgelöst und die Gebäude verkauft.
Im Jahre 1843 gab es ein Siedlungsprojekt von Amos Bronson Alcott, der der Bewegung des Transzendentalismus angehörte. Es dauerte jedoch nur ein gutes halbes Jahr bis zum Januar 1844. Das Fruitland Museum thematisiert dieses Ereignis. Der Roman Little Women von Louisa May Alcott, eine Tochter von Amos Bronson Alcott, beruht teilweise auf ihren Erinnerungen an diese Zeit.